# Malaya van Ruitenbeek

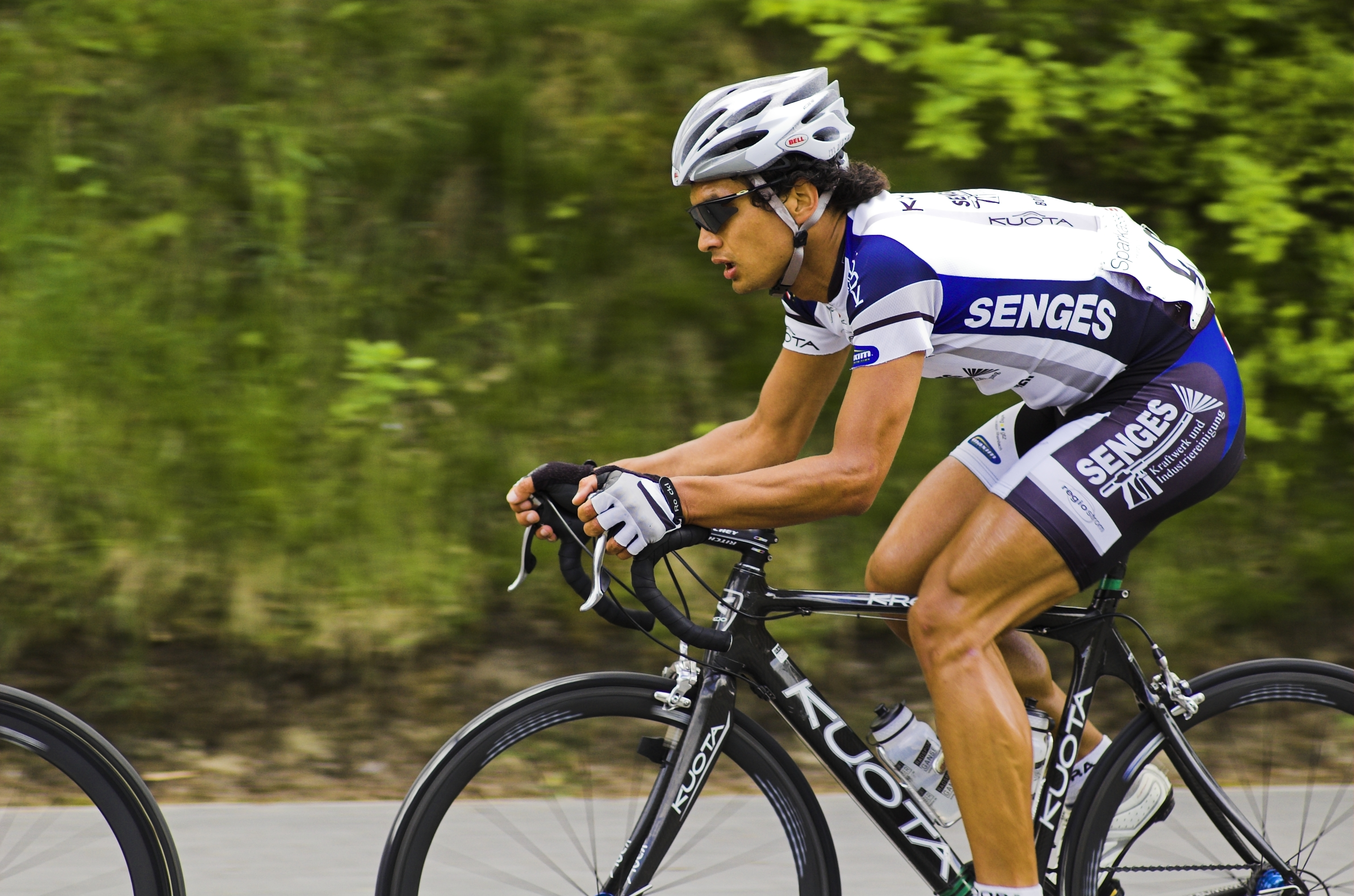
Malaya van Ruitenbeek beim 20. GP Buchholz 2008

Malaya van Ruitenbeek (* 28. Dezember 1982 in Bonifacio, Philippinen) ist ein ehemaliger niederländischer Radrennfahrer.
Malaya van Ruitenbeek schloss sich im Laufe der Saison 2005 dem niederländischen Radsportteam Van Vliet-EBH Advocaten an und gewann bei der Universitäts-Weltmeisterschaft in Herentals die Goldmedaille im Einzelzeitfahren und die Bronzemedaille im Straßenrennen. 2006 gewann er das Straßenrennen der Männer bei den Weltmeisterschaften der Studenten.
In der Saison 2007 wechselte van Ruitenbeek zum deutschen Continental Team Regiostrom-Senges, bei dem er bis zum Ende der Saison 2008 unter Vertrag stand. Er gewann 2007 eine Etappe der Tour of Thailand. In der Saison 2008 gewann er je eine Etappe der Flèche du Sud und der Tour des Pyrénées. Außerdem wiederholte er bei den Universitäts-Weltmeisterschaften seinen Goldmedaillengewinn im Einzelzeitfahren und den Bronzemedaillengewinn im Straßenrennen und wurde niederländischer Meister im Mannschaftszeitfahren.
Seit der Saison 2014 sind von van Ruitenbeek keine Ergebnisse als Aktiver mehr verzeichnet.
Sein Bruder Emmanuel van Ruitenbeek war ebenfalls aktiver Radrennfahrer.

## Erfolge
2006
- Universitätsweltmeister – Einzelzeitfahren

2007
- eine Etappe Tour of Thailand

2008
- eine Etappe Flèche du Sud
- Universitätsweltmeister – Einzelzeitfahren
- eine Etappe Tour des Pyrénées
- Niederländischer Meister – Mannschaftszeitfahren

## Teams
- 07/2005–2006 Van Vliet-EBH-Advocaten
- 2007–2008 Kuota-Senges / Regiostrom-Senges